# 滴道河乡
滴道河乡，是中华人民共和国黑龙江省鸡西市滴道区下辖的一个乡镇级行政单位。

## 行政区划
滴道河乡下辖以下地区：
金刚村、金铁村、金山村、王家村、同乐村、南甸子村、团山子村、大通沟村、荣丰村、新民村和新兴村。